# Ardo
Ardo o Ardone (in spagnolo Ardón, in catalano Ardó; ... – Narbona, 721) fu l'ultimo re dei Visigoti dal 714 o 716 al 720 o 721, sulla parte nord-occidentale della penisola iberica e sulla Gotia.

## Origine
Di Ardo non si conoscono gli ascendenti.

Mappa della penisola iberica nel 714, durante la conquista araba; il territorio controllato da Ardo era la fascia costiera mediterranea, compresa tra Tarragona e Narbona, nella Gallia sud-occidentale, che per secoli fu detta Gotia

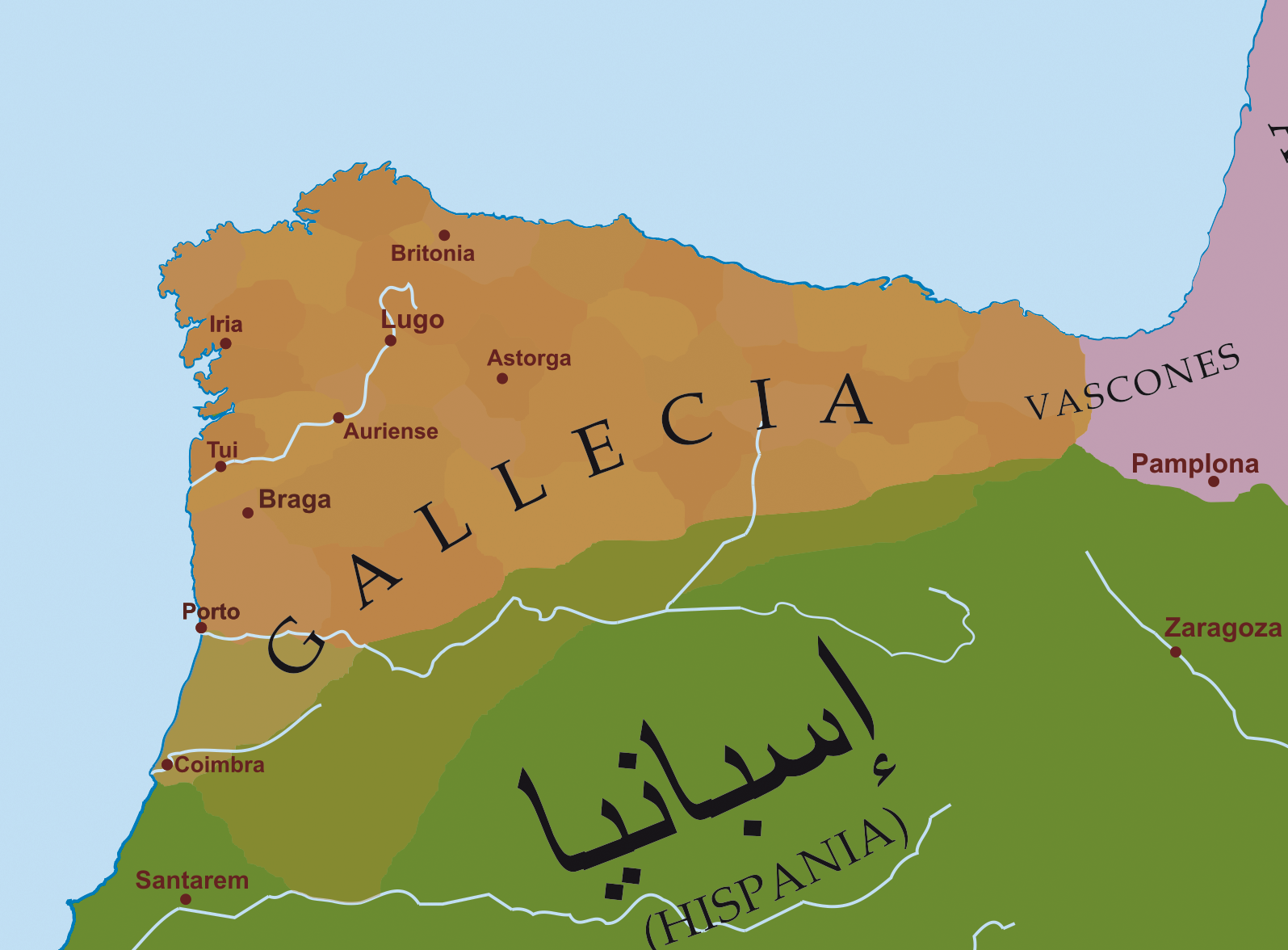
Mappa del nord-est della penisola iberica durante la conquista araba.

La conquista araba, alla morte di Ardo.

## Biografia
Di lui si hanno scarse notizie biografiche e gli storici non sono concordi né sull'anno di nascita, né su quello in cui ascese al trono, né sull'autorità effettiva che poté esercitare all'interno di uno Stato in rapido disfacimento e neppure sulla data di morte.

Il re Ardo viene citato solo dal Laterculus regum Visigothorum, che precisa che Ardo regnò per sette anni, in quanto non viene citato né dal Chronica Regum Visigotthorum che termina con Roderico nel 713, né il Chronicon Albeldense che termina con Roderico.

Anche lo storico Rafael Altamira y Crevea considera Roderico ultimo re dei Visigoti.
Tra la fine del 713 e il 714, quando il suo predecessore Agila II accettò la proposta del governatore del Nordafrica, l'emiro yemenita Musa ibn Nusayr, di diventare vassallo del califfo omayyadi, e, tradendo i suoi partigiani, rinunciando al trono, pur facendosi chiamare re, con i figli Sara, Madrugal e Oppas, si trasferì a Siviglia, dove morì, mentre lo zio Oppas divenne vescovo metropolita di Toledo; Agila citato con il nome di Almounz, secondo la Histoire de la conquête de l'Espagne par les Musulmans, possedeva circa mille villaggi nella parte occidentale dell'Andalusia.

Il fratello Artavasde (Ardebast) si stabilì a Cordova, dove assunse il titolo di conte che trasmise al suo discendente, Abu Said; anche lui possedeva circa mille villaggi nella parte centrale dell'Andalusia.

L'altro fratello Olmundo (Roumlouh) invece possedeva circa mille villaggi nella parte orientale dell'Andalusia.
I Visigoti delle province del regno che non erano ancora state conquistate dalle truppe del condottiero dei Mori Tariq ibn Ziyad, cioè la Settimania, la Galizia, la massima parte della Tarraconense e la zona settentrionale della Cartaginense, allora elessero re dei Visigoti Ardo.

I conquistatori omayyadi della penisola iberica avevano infatti inglobato oltre i due terzi di territorio dello Stato visigoto, e cioè le ex-province romane di Betica e Lusitania, la quasi totalità della Cartaginense e l'intera parte meridionale della Tarraconense (Musa e Tariq avevano occupato Saragozza, Huesca e la valle dell'Ebro). Ardo riuscì temporaneamente a fermarli, ma non poté arrestare la spinta conquistatrice dell'Islam che in tempi relativamente brevi li portò fino ai Pirenei e oltre. 
Le truppe musulmane, che contavano con l'appoggio di un certo numero di ebrei e di cristiani convertiti all'Islam, tra il 715 e il 716 occuparono Tarragona e molte altre zone strategiche dell'Hispania settentrionale, incuneandosi così nel restante territorio del regno dei Visigoti, i quali non riuscirono più a coordinare un fronte comune.
Così, nel 717, le guarnigioni che si erano ritirate a Barcellona furono sconfitte davanti alle porte della città, dalle truppe musulmane. Successivamente sia Gerona che Empúries, dove gli ebrei erano in numero rilevante, si arresero ai Mori e ai loro alleati, obbligando i cristiani ad abbandonare le città. Entro lo stesso anno tutta la nobiltà gota fu obbligata a ritirarsi, attraversando i Pirenei, in Settimania, fissarono la capitale di ciò che era rimasto del regno a Narbona, dove si riorganizzarono, per tentare la riconquista della penisola iberica.
Secondo La dinámica política il Wālī di al-Andalus, Al-Hurr ibn Abd al-Rahman al-Thaqafi, tra il 717 e il 719 conquistò gran parte della Settimania, tra cui Nimes e Carcassonne.
Poi, nel 720, i Musulmani del nuovo Wālī di al-Andalus, Al-Samh ibn Malik al-Khawlani, pose l'assedio a Narbona, che in quello stesso anno fu occupata dai Mori e la città divenne la base delle successive operazioni militari.
Tra il 720 e il 721 anche il resto della Settimania fu completamente sottomessa dai Mori e unita ad al-Andalus e il Wali Al-Samh ibn Malik al-Khawlani entrò in territorio franco, dove perse la vita nell'assedio di Tolosa.
Di Ardo non si conosce la data esatta della morte, ma pare che perse la vita durante l'assedio di Narbona in una battaglia che si combatté alle porte della città.

## Discendenza
Di Ardo non si conosce alcuna discendenza.

### Fonti primarie
- (LA)  Chronica Regum Visigotthorum, España Sagrada Tomo II.
- (LA)  Anastasii abbatis opera omnia.
- (LA)  Monumenta Germaniae Historica, Auctorum antiquissimorum, tomus XIII, Laterculus regum Visigothorum.

### Letteratura storiografica
- Rafael Altamira, La Spagna sotto i Visigoti, in Storia del mondo medievale, vol. I, Garzanti, 1999,  pp. 743-779.
- C.H. Becker, L'espansione dei saraceni in Africa e in Europa, in Storia del mondo medievale, vol. II, Garzanti, 1999,  pp. 70-96.
- (FR)  Histoire de la conquête de l'Espagne par les Musulmans
- (ES)  La dinámica política